# Шайн, Борис Моисеевич
Борис Моисеевич Шайн (22 июня 1938, Москва, СССР — 4 октября 2023) — советский и американский математик, заслуженный профессор факультета математики в Арканзасском университете.
Кандидат (1962) и доктор (1966) физико-математических наук. Алгебраист, автор более 200 математических публикаций, член редакций международных математических журналов, издающихся в США, Канаде и Швейцарии (Springer-Verlag и Birkhäuser Verlag).

## Биография
Борис Шайн родился в Москве 22 июня 1938 года. Его отец был начальником инструментального отдела на крупном заводе, а мать преподавала русский язык и литературу в школе. В 1941 году после нападения Германии на СССР семья была эвакуирована в Саратов.
С подростковых лет интересовался математикой, профессор Виктор Вагнер из Саратовского государственного университета имени Н. Г. Чернышевского взял его к себе в ученики.
В 1958 году решил проблему описания полугрупп, которые могут быть вложены в инверсные полугруппы. В 1960 году он окончил с отличием Саратовский университет. Окончил аспирантуру на механико-математическом факультете по специальности геометрия. Продолжая работать с Вагнером в 1962 защитил кандидатскую диссертацию о полугруппах преобразований в Российском государственном педагогическом университете имени А. И. Герцена. В Саратовском университете защитил ещё одну диссертацию. В 1966 он работал преподавателем в государственном университете имени Герцена и защитил докторскую диссертацию.
В 1970 году связи с западными коллегами привели к политическими трудностями, все его письма отправляемые к коллегам за пределы СССР не были доставлены, а его ученикам чинились препятствия. В 1979 г. научный руководитель Шайна Вагнер ушёл из университета, сам Борис Шайн был уволен.
В том же году он с женой смогли уехать из Советского союза в Австрию, затем он на время устроился преподавателем в Тулейнский университет. С 1980 работал в должности профессора на кафедре математики в Арканзасcком университете.
В 2011 году Европейским математическим обществом Борис Шайн был удостоен звания выдающегося рецензента журнала Zentralblatt MATH.
Умер дома 4 октября 2023 года. Оставил после себя 57-летнюю жену Евгению, сына Михаила и троих внуков. Его дочь Дина умерла раньше него.

## Научная деятельность
Научные интересы Бориса Шайна связаны с теорией полугрупп и некоторых других областей алгебры. В 1968 году Шайн и его коллеги основали журнал «Semigroup Froum», издаваемый издательством Springer-Verlag. Борис Шaйн является одним из авторов теоремы Эресмана-Шaйна-Намбурипада (Ehresmann-Schein-Nambooripad Theorem). Входил в состав программного комитета международной конференции Filomat 2001, проходившей в Нишском университете (Югославия), был в числе организаторов конференции Американского математического общества в 1992 году.

## Публикации
Борисом Шайном было опубликовано более 200 статей в ведущих журналах.
- Шайн Б. М. Лекции о полугруппах преобразований : Спец. курс / Сарат. гос. ун-т им. Н. Г. Чернышевского. —Саратов : Изд-во Сарат. ун-та, 1970. — 50 с.; 20 см.
- Шайн Б. М. Симметричные конечные полугруппы преобразований и ядерные автоматы // Доклады АН СССР, 1972. — Т. 204. — № 2. — С. 302—305.
- Schein B.M.Transitive representations of inverse semigroups// Journal of Algebra. 2015 .— V. 441. — P. 108—124.
- Schein B.M. Noble inverse semigroups with bisimple core // Semigroup Forum. Vol. 36. — № 1. — P. 175—178.

## Семья
Дочь — Дина Шайн Федерман (1969—2016), переводчица Айн Рэнд на английский язык. Сын — Майкл Шайн (Иерусалим).